# بوريس جيفكوفيتش
بوريس جيفكوفيتش (بالكرواتية: Boris Živković)‏ مواليد 15 نوفمبر 1975 في جمهورية يوغوسلافيا الاشتراكية الاتحادية، هو لاعب كرة قدم كرواتي دولي سابق كان يلعب كمدافع. اعتزل اللعب عام 2009 مع هايدوك سبليت. سبق له أن لعب في كأس العالم لكرة القدم مع منتخب بلاده. بدأ مسيرته الرياضية عام 1994. لعب خلال مسيرته 317 مباراة سجل خلالها 14 هدفاً.

## مرحلة الشباب

### أندية لعب لها
- نادي ساراييفو

## المسيرة الاحترافية

### أندية لعب لها
- باير 04 ليفركوزن
- نادي بورتسموث
- نادي شتوتغارت
- هايدوك سبليت

## روابط خارجية
- بوريس جيفكوفيتش على موقع الاتحاد الدولي (مؤرشف)  (الإنجليزية)
- بوريس جيفكوفيتش على موقع اتحاد كرواتيا (الكرواتية)
- بوريس جيفكوفيتش على موقع قاعدة بيانات كرة القدم.إي يو (الإنجليزية)
- بوريس جيفكوفيتش على موقع ناشيونال فوتبول تيمز (الإنجليزية)
- بوريس جيفكوفيتش على موقع Soccerway.com (الإنجليزية)
- بوريس جيفكوفيتش على موقع عالم كرة القدم.نت (الإنجليزية)